# Fleschützen

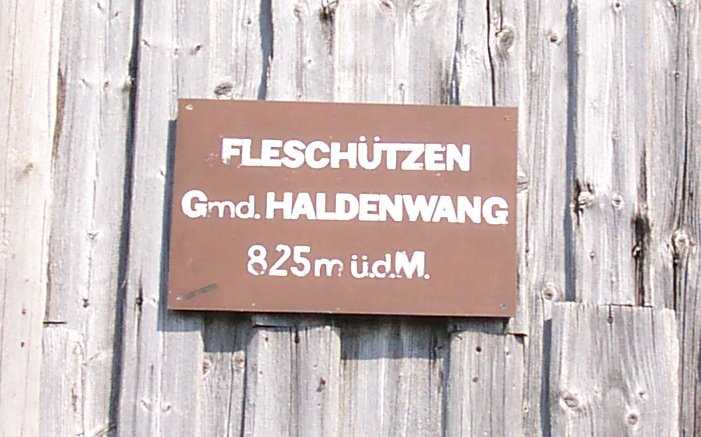
Fleschützen

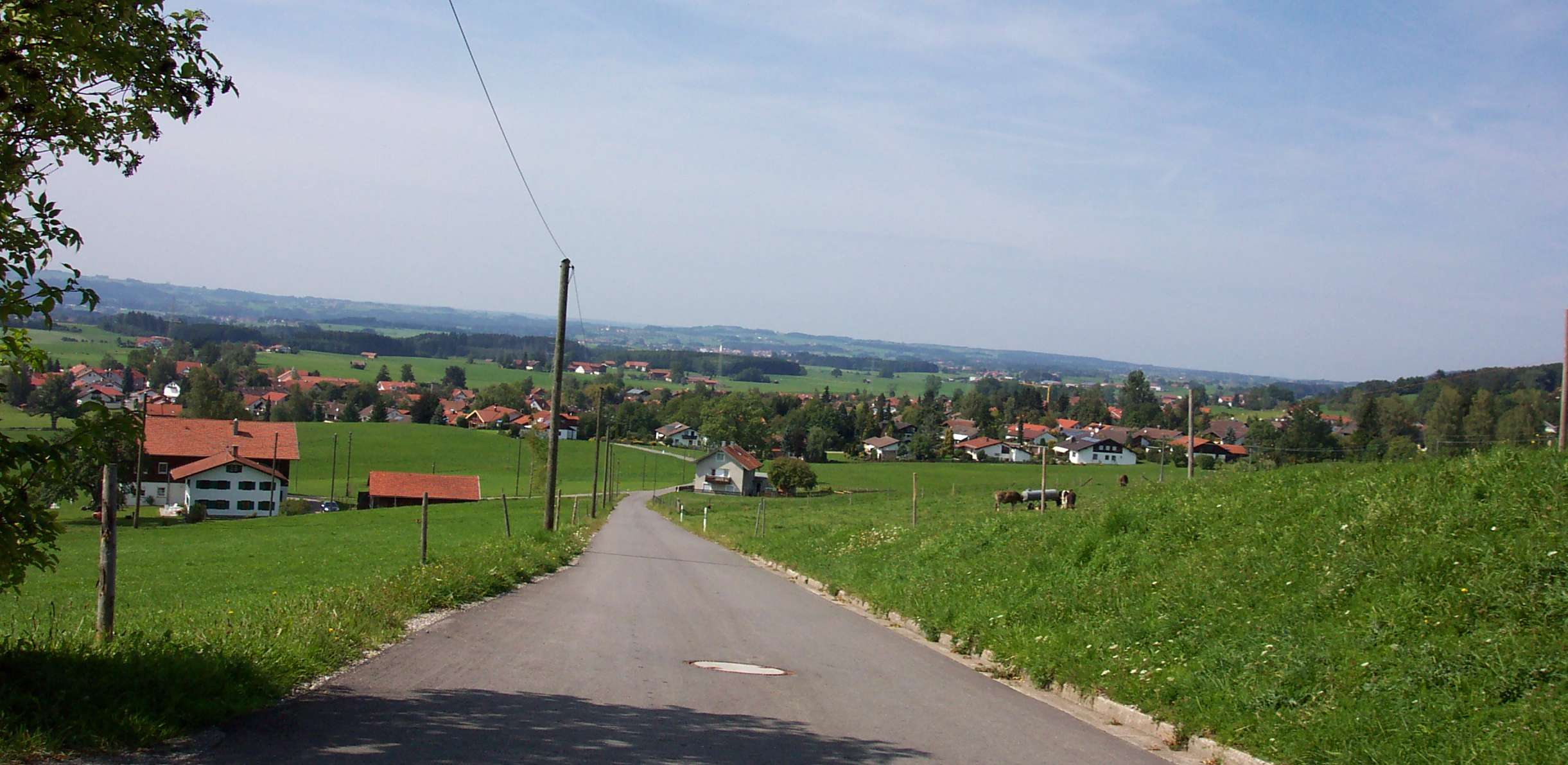
Straße nach Börwang

Fleschützen ist ein Gemeindeteil der Gemeinde Haldenwang im Landkreis Oberallgäu (Schwaben, Bayern).

## Geographie
Das verstreut angelegte Dorf mit zehn Höfen liegt 1,3 km östlich von Börwang. Durch seine Lage an einem Südabfall ermöglicht es einen besonders weiten Blick über das Allgäu, besonders in südlicher und östlicher Richtung.

## Baudenkmäler
In die Denkmalliste ist die Katholische Kapelle Unbefleckte Empfängnis Mariae unter Nummer D-7-80-122-11 eingetragen. Der Rechteckbau mit dreiseitigem Schluss und Dachreiter mit Zeltdach wurde 1840 errichtet.	